# 中津野用水路
中津野用水路（なかつのようすいろ）は、鹿児島県姶良市で別府川の支流山田川から取水して山田、中津野地区を灌漑（かんがい）している、全長約4kmの用水路である。
山田の山下井堰から取水され、9つのトンネルを通り山田の32ヘクタール、中津野の34ヘクタールに水を供給している。

## 歴史

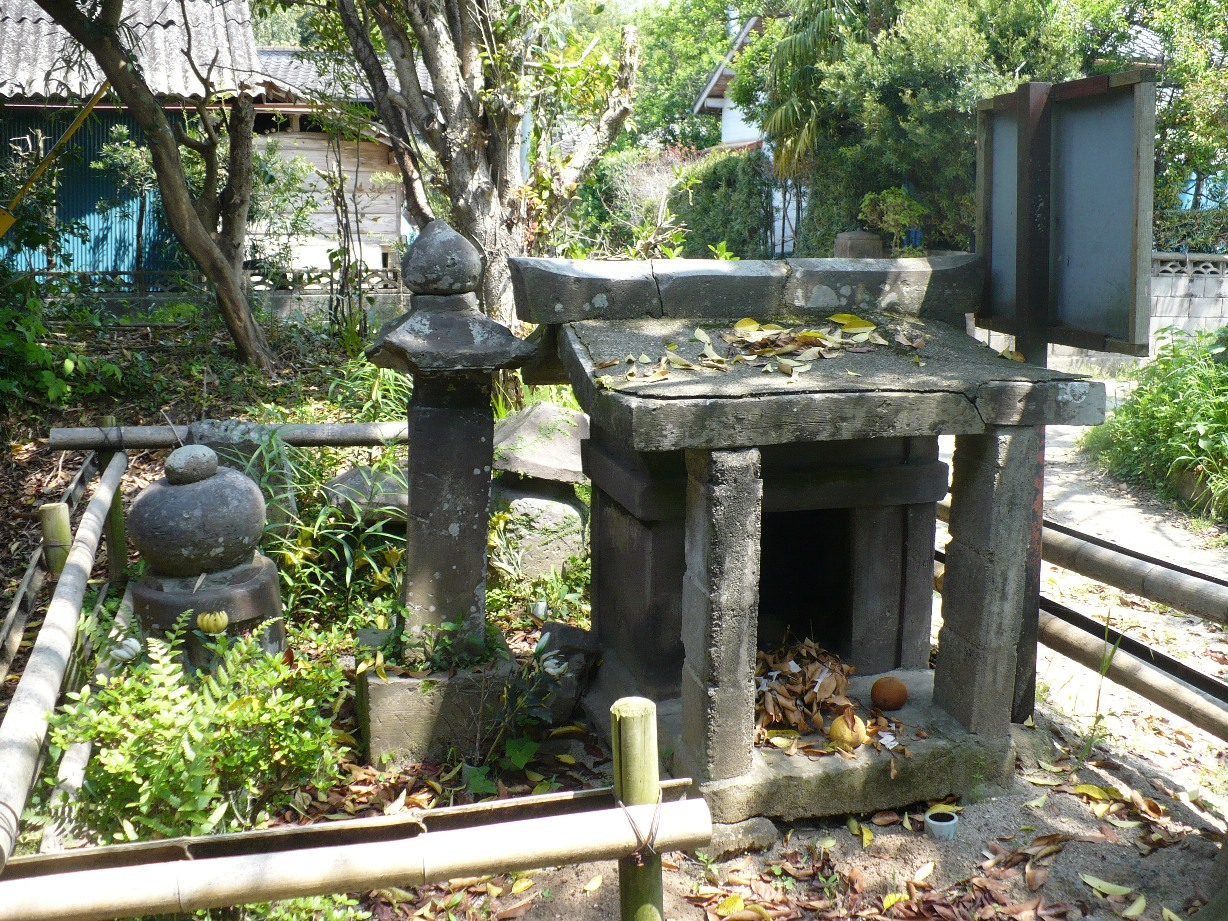
水口ゆきえの墓

姶良町の中津野地区（当時は帖佐郷）は、別府川の支流山田川と蒲生川が合流する地点で、地区の両側を川が流れていたが、川より高い位置に土地があるために水を引くことができず、水田がなく稲作は陸稲で、他は畑作農業であった。このために貧しく、中津野というだけで嫁が来ないというほどであったという。
中津野に生まれた水口ゆきえ（女性、当初は苗字なし、当時15歳）は、山田川対岸の女生嶽（にょしゅだけ、128.8m）の上から見て、山田から水路を造ると中津野に水を引ける事に気付き、熱心に村の大人に提案して工事が始まることになった。しかし農繁期になると次々に協力者が抜けて、最後にはゆきえが1人で工事を続行した。完成が近づくと再び協力が始まり、1752年（宝暦2年）についに完成し、中津野に水田を作ることができるようになった。
しかし、これほど利発な娘は将来何をしでかすか分からないと恐れられ、権力者側により山の中で殺害された。同年12月、有志により水口邸の一角に祠が作られて祀られ、これは現存している。法名は「正孝坂童子位」で、「正しく孝行の子、土地の勾配を見出した」という意味であるが、本来は男子の法名である。
水口家は、この工事の功績により水口の姓を与えられ、代々水守の仕事をしてきた。
1951年（昭和26年）4月15日、水路の取水口に彼女の功績を顕彰する碑が立てられ、1974年（昭和49年）5月に墓が姶良町の文化財に指定され、今なお地元住民から称えられている。